# 假水蓑衣
假水蓑衣（学名：Pteracanthus hygrophiloides）为爵床科马蓝属下的一个种。

## 扩展阅读
- 維基物種上的相關：假水蓑衣